# خوسيه مانويل رودريغوس
خوسيه مانويل رودريغوس (بالبرتغالية: José Manuel Rodrigues‏) هو فنان تشكيلي ومصور ورسام هولندي وبرتغالي، ولد في 4 مايو 1951 في لشبونة في البرتغال.

## وصلات خارجية
- الموقع الرسمي